# Johannes Jacobus Nieuwenhuijsen
Johannes Jacobus Nieuwenhuijsen (Den Haag, 15 januari 1885 – Bergen (NH), 12 september 1955) was een Nederlands politicus. 
Hij werd geboren als zoon van Johannes Cornelis Nieuwenhuijsen (1848-1918; spiegelmaker) en Neeltje de Ronde (*1856). Hij deed ambtelijke ervaring op bij de gemeentesecretarie van Vrijenban en ging daarna als ambtenaar werken bij de gemeente 's-Gravenzande. Midden 1912 werd Nieuwenhuijsen de burgemeester van Limmen. Hij ging daar begin 1950 met pensioen en overleed in 1955 op 70-jarige leeftijd. 